# Kovačić (prezime)
Kovačić je često prezime u Hrvatskoj. Neke od poznatih osoba s ovim prezimenom su:
- Kovačić, Ante  - hrvatski književnik
- Kovačić, Bruno  - hrvatski glazbenik
- Kovačić, Ivan Goran  - hrvatski književnik
- Kovačić, Kuzma  - hrvatski akademski kipar
- Kovačić, Mateo  - hrvatski nogometaš
- Kovačić, Nina  - hrvatska pijanistica
- Kovačić, Viktor  - hrvatski arhitekt i graditelj